# Dimeo van der Horst
Dimeo van der Horst (Amsterdã, 23 de junho de 1991) é um jogador de basquete neerlandês.

## Carreira
Nascido em Amsterdã, ele jogou 11 temporadas de basquete profissional na Liga Holandesa de Basquete por quatro clubes diferentes.
Van der Horst começou sua carreira profissional em 2007 no Amsterdam Basketball, fazendo sua estreia em um jogo amistoso durante a Haarlem Basketball Week, aos 16 anos. Ele recebeu uma vaga no elenco do time principal em 2008-09 pelo técnico Arik Shivek. Em 9 de outubro de 2008, Van der Horst fez sua estreia na Eredivisie, marcando 3 pontos contra o West-Brabant Giants. Ele venceu o campeonato nacional de 2008 e 2009 com o Amsterdam. Em 2011, o clube foi declarado falido, forçando Van der Horst a encontrar um novo clube. Van der Horst assinou com o West-Brabant Giants em julho de 2011. No entanto, os Giants também foram dissolvidos após uma falência, o que o levou a jogar pelo Matrixx Magixx.
Ele jogou como armador reserva do Donar (então chamado GasTerra Flames) na temporada 2012-2013. Ele retornou ao Magixx para uma segunda passagem em 2013, após concordar com Donar em rescindir seu contrato um ano antes. Em 2013, Van der Horst retornou a Amsterdã para jogar pelo novo clube Apollo Amsterdam. Ele foi o armador titular do Apollo em cinco temporadas. Na temporada 2016-17, ele teve uma média de 15,5 pontos por jogo, a maior marca da carreira. Em 21 de dezembro de 2018, Van der Horst marcou 35 pontos, a maior marca da carreira, em uma vitória em casa por 91-89 sobre Rotterdam. Em sua última temporada, ele teve uma média de 15,5 pontos, 4,8 rebotes e 4,6 assistências por jogo pelo Apollo.
Van der Horst jogou com a seleção masculina holandesa de 3x3 na Copa do Mundo FIBA 3x3 de 2018, onde ganhou uma medalha de prata. Ele também jogou na Copa do Mundo FIBA 3x3 de 2019, terminando em sétimo. Um ano depois, Van der Horst jogou nas Olimpíadas de Verão de 2020 em Tóquio, onde terminou em quinto lugar. Nos Jogos Olímpicos de Verão de 2024, em Paris, conquistou a medalha de ouro no torneio masculino do basquetebol, após vencer na final confronto contra a equipe francesa por 18–17, ao lado de Jan Driessen, Arvin Slagter e Worthy de Jong.